# Jeff 3 Wa
 (juillet 2020).
Jeff 3 Wa, de son vrai nom Ivenson Telus, est un jeune acteur, comédien, réalisateur et youtubeur haïtien. 

## Biographie

### Enfance
Originaire de Léogâne, en Haïti, Jeff 3 Wa est le fils aîné d'une famille de deux enfants.

### Carrière professionnelle
Jeff 3 Wa est un professionnel qui s'investit dans le domaine de la production audiovisuelle et de la publicité.

#### Comédien
Jeff 3 Wa commence à s'investir dans la comédie depuis son plus jeune âge. Il avait entre 6 et 7 ans lorsqu'il a commencé à jouer à l'église dans des pièces de théâtre. Depuis, ce dernier est devenu pour lui une passion. Il s'est fait connaitre au grand public par sa participation aux comédies, 1 et 2, titrées Twa Wa. Aujourd’hui, plus de 260 000 personnes suivent ses comédies sur sa page Facebook,.

#### Réalisateur
Il à réalisé sa première production à l’âge de 14 ans. Depuis, il réalise des publicités pour des entreprises haïtiennes. Il possède d'ailleurs son propre studio professionnel. Parfois, il met ses talents de vidéographe au service des artistes étrangers comme El Futuro.

#### Youtubeur
Il est un Youtubeur vérifié. En effet, depuis 2018, il a franchi la barre de cent mille abonnés. Il a été « honoré par la direction de YouTube qui le distingue comme créateur de vidéos ayant un nombre significatif de suiveurs sur sa chaîne ». À la fin de l'année 2019, il a atteint la barre de 230 000 abonnés. Dans certaines séquences des vidéos disponibles sur sa chaîne YouTube, on le voit collaborer avec quelques grands artistes haïtiens comme Baky, Gracia Delva, Tha Rapper Haiti, Kenny Desmangles et d'autres humoristes haïtiens comme Atys Panch.

### Vie privée
Le 20 avril 2020, à la suite d'une complication pendant une grossesse, sa mère meurt.

## Récompense
La rédaction du Groupe Média MagHaïti l'a nommé parmi les dix jeunes haïtiens les plus influents de l’année 2019.